# Quyền LGBT ở Bắc Síp
Quyền đồng tính nữ, đồng tính nam, song tính và chuyển giới ở Bắc Síp phải đối mặt với những thách thức pháp lý mà những người không phải LGBT không gặp phải. Hoạt động tình dục đồng giới đã được hợp pháp ở Bắc Síp kể từ ngày 7 tháng 2 năm 2014. Các luật trước đây cho phép ba năm tù, theo điều 171 và 173 của bộ luật hình sự. Đồng tính luyến ái nữ không bị hình sự hóa. Các vụ bắt giữ vì đồng tính luyến ái đã xảy ra gần đây năm 2011.
Luật pháp là một di sản của chế độ thực dân Anh, còn sót lại sau khi hòn đảo giành được độc lập vào những năm 1960. Trong khi miền nam hóa đồng tính luyến ái vào năm 1998 để gia nhập tư cách thành viên của Liên minh châu Âu (EU) năm 2004, tình trạng tranh chấp của miền bắc có nghĩa là nó nằm ngoài phạm vi quyền lực của EU.
Hủy bỏ hình sự hóa đồng tính luyến ái nam đã được xem xét nghiêm túc kể từ năm 2006. Vào tháng 10 năm 2011, MEP Marina Yannakoudakis tuyên bố rằng trong chuyến thăm Bắc Síp, Tổng thống Derviş Eroğlu đã hứa với cô rằng ông sẽ hợp pháp hóa đồng tính luyến ái để đưa nó phù hợp với Thổ Nhĩ Kỳ, Nam Síp và phần còn lại của Châu Âu. Vào tháng 12 năm 2011, đã có thông báo rằng, do áp lực gia tăng từ MEP, các nhà lập pháp của Síp Cypriot sẽ bãi bỏ luật hiện đang hình sự hóa đồng tính luyến ái. Tổng thống Derviş Eroğlu, lãnh đạo đương nhiệm của chính phủ, bày tỏ rằng ông sẽ ký dự luật thành luật khi nói đến ông.
Điều này đã bị trì hoãn cho đến khi hai trường hợp được đưa ra chống lại Bắc Síp đến Tòa án Hiến pháp TRNC và Tòa án Nhân quyền châu Âu. Ngay sau khi vụ kiện được đưa ra tại Tòa án Châu Âu, Trung tâm Điều phối EU của Thủ tướng TRNC đã đưa ra một sửa đổi vào tháng 4 năm 2013 để bãi bỏ các Điều 171, 172 và 173 của Chương 154 của bộ luật hình sự của nước cộng hòa. Điều này đã được dự kiến sẽ được phê duyệt, nhưng đã được lập bảng.
Nếu luật pháp không được thông qua, Tòa án Nhân quyền Châu Âu có thể đã xét xử vụ án và coi việc hình sự hóa là vi phạm Điều 8, phù hợp với Dudgeon v United Kingdom.
Vào ngày 27 tháng 1 năm 2014, Hội đồng Cộng hòa, quốc hội Síp miền Bắc, đã bỏ phiếu bãi bỏ các điều khoản của bộ luật hình sự đặt ra ngoài vòng pháp luật quan hệ đồng giới giữa nam giới. Dự luật đã được ký thành luật và được công bố trên công báo vào ngày 7 tháng 2 năm 2014. Nó có hiệu lực khi xuất bản.
Các cuộc gọi đã được các tổ chức phi chính phủ thực hiện để hợp pháp hóa hôn nhân đồng giới. Vào năm 2012, Đảng Dân chủ Cộng đồng đã đề xuất một đạo luật có thể hợp pháp hóa hôn nhân đồng giới, nhưng luật này đã bị đảng cầm quyền Đảng Thống nhất Quốc gia phản đối.

## Bảng tóm tắt
| Hoạt động tình dục đồng giới hợp pháp                                                                                       | (Từ năm 2014)                            |
| Độ tuổi đồng ý | (Từ năm 2014)                            |
| Luật chống phân biệt đối xử chỉ trong việc làm                                                                              | (Từ năm 2014)                            |
| Luật chống phân biệt đối xử trong việc cung cấp hàng hóa và dịch vụ                                                         | (Từ năm 2014)                            |
| Luật chống phân biệt đối xử trong tất cả các lĩnh vực khác (bao gồm phân biệt đối xử gián tiếp, ngôn từ kích động thù địch) | (Từ năm 2014)                            |
| Công nhận các cặp đồng giới                                                                                                 | No                                       |
| Công nhận các cặp đồng giới (ví dụ: quan hệ đối tác đã đăng ký hoặc liên minh dân sự, v.v.)                                 | No                                       |
| Con nuôi chung của các cặp đồng giới                                                                                        | No                                       |
| Nhận con nuôi cho người độc thân bất kể xu hướng tình dục                                                                   | (Từ năm 2014)                            |
| Con nuôi của các cặp vợ chồng đồng giới                                                                                     | No                                       |
| Người đồng tính nam, đồng tính nữ và lưỡng tính được phép phục vụ công khai trong quân đội                                  | No                                       |
| Quyền thay đổi giới tính hợp pháp                                                                                           |                                          |
| Truy cập IVF cho đồng tính nữ                                                                                               | No                                       |
| Liệu pháp chuyển đổi bị cấm ở trẻ vị thành niên                                                                             | No                                       |
| Mang thai hộ cho các cặp đồng tính nam                                                                                      | (Cấm cho các cặp đôi khác giới cũng vậy) |
| NQHN được phép hiến máu | No                                       |